# جمیل‌لی (ترتر)
جمیل‌لی (به لاتین: Cəmilli) یک منطقه مسکونی در جمهوری آذربایجان است که در شهرستان ترتر واقع شده است. جمیل‌لی ۱۵۲۰ نفر جمعیت دارد.